# Estado de Plateau
El estado de Plateau es uno de los treinta y seis estados pertenecientes a la República Federal de Nigeria.

## Localidades con población en marzo de 2016
- Barkin Ladi 235,500
- Bassa 248,700
- Bokkos 235,200
- Jos East 115,700
- Jos North 572,700
- Jos South 407,900
- Kanam 219,600
- Kanke 162,800
- Langtang North 186,400
- Langtang South 137,800
- Mangu 393,700
- Mikang 126,300
- Pankshin 249,000
- Qua'an Pan 258,400
- Riyom 172,600
- Shendam 268,700
- Wase 209,400

## Superficie y límites
Plateau tiene una extensión de 30.913 kilómetros cuadrados y limita al norte con el estado de Bauchi, al este y sudeste con el estado de Taraba, al sur con el de Nasarawa y al oeste con el estado de Kaduna.

## Historia y formación territorial
El estado se conformó en 1926, como escisión de la entonces provincia de Bauchi (hoy estado). A lo largo del siglo XX, merced a distintos acontecimientos históricos, ha sufrido varias modificaciones territoriales. La última de ellas tuvo lugar en 1996, cuando bajo el régimen militar de Sani Abacha, se dispuso que la parte occidental del territorio se separara para conformar el nuevo estado de Nasarawa.

## Diversidad cultural y lingüística
Plateau es considerado uno de los estados con mayor diversidad cultural y lingüística de Nigeria. En él se hablan cerca de 48 lenguas. Entre las que tienen más de 100 mil hablantes, destacan el Angas, Berom, Goemai (de la familia de las lenguas chadicas occidentales), Kofyar, Mwaghavul, Ron y Tarok. La mayoría de estos idiomas está emparentada, en distintos grados, con la lengua hausa.

## Conflictos entre musulmanes y cristianos
Al estar ubicado en la zona central del país, en el límite entre los territorios de mayoría cristiana y el norte musulmán, Plateau ha sido escenario de violentos combates entre miembros de ambas facciones. En 2010, estos enfrentamientos dejaron un saldo de al menos 500 muertos.

## Localidades
Este estado se subdivide internamente en un total de diecisiete localidades a saber:
| - Barkin-Ladi - Bassa - Bokkos - Jos-East - Jos-North - Jos-South - Kanam - Kanke - Langtang-North |  | - Langtang-South - Mangu - Mikang - Panshkin - Qua'an-Pan - Riyom - Shendam - Wase |

## Población
La población se eleva a la cifra de 3.678.463 personas (datos del censo del año 2007). La densidad poblacional es de ciento diecinueve habitantes por cada kilómetro cuadrado de esta división administrativa.